# Karaté en Espagne
Sur le plan international, l'Espagne est l'un des pays du monde qui réussit le mieux en karaté, que ce soit aux championnats d'Europe ou aux championnats du monde.

## Résultats internationaux

### Championnats du monde de karaté
|      | Compétition                    | Compétition                    | Compétition                    | Médailles | Médailles | Médailles | Médailles |
| Rang | Année                          | Ville hôte                     | Pays hôte                      | Or        | Argent    | Bronze    | Total     |
| ---- | ------------------------------ | ------------------------------ | ------------------------------ | --------- | --------- | --------- | --------- |
| —    | 1970                           | Tōkyō                          | Japon                          | 0         | 0         | 0         | 0         |
| —    | 1972                           | Paris                          | France                         | 0         | 0         | 0         | 0         |
| —    | 1975                           | Long Beach                     | États-Unis                     | 0         | 0         | 0         | 0         |
| 4    | 1977                           | Tōkyō                          | Japon                          | 0         | 0         | 1         | 1         |
| 2    | 1980                           | Madrid                         | Espagne                        | 3         | 0         | 6         | 9         |
| 9    | 1982                           | Taipei                         | Taipei chinois                 | 0         | 1         | 2         | 3         |
| 8    | 1984                           | Maastricht                     | Pays-Bas                       | 0         | 1         | 2         | 3         |
| 12   | 1986                           | Sydney                         | Australie                      | 0         | 0         | 2         | 2         |
| 6    | 1988                           | Le Caire                       | Égypte                         | 1         | 1         | 4         | 6         |
| 6    | 1990                           | Mexico                         | Mexique                        | 1         | 0         | 5         | 6         |
| 1    | 1992                           | Grenade                        | Espagne                        | 4         | 2         | 5         | 11        |
| 4    | 1994                           | Kota Kinabalu                  | Malaisie                       | 1         | 0         | 6         | 7         |
| 4    | 1996                           | Sun City                       | Afrique du Sud                 | 1         | 2         | 4         | 7         |
| 5    | 1998                           | Rio de Janeiro                 | Brésil                         | 1         | 1         | 6         | 8         |
| 4    | 2000                           | Munich                         | Allemagne                      | 1         | 3         | 3         | 7         |
| 2    | 2002                           | Madrid                         | Espagne                        | 3         | 2         | 2         | 7         |
| 7    | 2004                           | Monterrey                      | Mexique                        | 1         | 2         | 4         | 7         |
| 3    | 2006                           | Tampere                        | Finlande                       | 2         | 2         | 2         | 6         |
| 12   | 2008                           | Tōkyō                          | Japon                          | 0         | 2         | 3         | 5         |
| 13   | 2010                           | Belgrade                       | Serbie                         | 0         | 1         | 4         | 5         |
| 3    | Toutes compétitions confondues | Toutes compétitions confondues | Toutes compétitions confondues | 19        | 20        | 61        | 100       |